# 빅토리아 데 마리차라르이보르본
빅토리아 데 마리차라이보르본(Victoria de Marichalar y Borbón, 2000년 9월 9일 ~ )는 엘레나 데 루고 여공작과 하이메 데 마리차라르의 장녀이다. 그는 스페인 국왕 후안 카를로스 1세와 왕비 스페인 왕대비 소피아의 외손녀이며, 펠리페 6세의 조카이다.